# Kaemis vernalis
Kaemis vernalis är en spindelart som beskrevs av Christa L. Deeleman-Reinhold 1993. Kaemis vernalis ingår i släktet Kaemis och familjen ringögonspindlar.
Artens utbredningsområde är Montenegro. Inga underarter finns listade i Catalogue of Life.